# Daniel Gisiger
Daniel Gisiger (Baccarat, 9 oktober 1954) is een voormalig Zwitsers wielrenner. Hij werd geboren in het Franse Baccarat en was beroepswielrenner van 1977 tot 1989. Gisiger nam ook deel aan verscheidene zesdaagsen. Na zijn actieve wielerloopbaan ging hij als coach aan de slag, onder meer in Nieuw-Caledonië. Zijn zoon David is ook beroepsrenner geworden.

## Belangrijkste overwinningen
1978
- GP d'Isbergues
- 2e etappe deel b Ronde van Romandië
- Eindklassement Étoile des Espoirs

1981
- Grote Landenprijs
- GP Gippingen
- 15e etappe Ronde van Italië
- 9e etappe Ronde van Zwitserland
- Trofeo Baracchi (met Serge Demierre)

1982
- Proloog Ronde van Catalonië
- Trofeo Baracchi (met Roberto Visentini)
- Zesdaagse van Nouméa

1983
- Grote Landenprijs
- Proloog Ronde van Zwitserland
- Trofeo Baracchi (met Silvano Contini)
- Zesdaagse van Grenoble
- Zesdaagse van Zürich

1984
- Zesdaagse van Zürich

1985
- 17e etappe Ronde van Italië

1986
- Zesdaagse van Zürich

1987
- Ronde van het Maggioremeer

1988
- 5e etappe GP Wilhelm Tell
- Zesdaagse van Zürich

## Resultaten in voornaamste wedstrijden
| Jaar | Ronde van Italië | Ronde van Frankrijk | Ronde van Spanje |
| ---- | ---------------- | ------------------- | ---------------- |
| 1978 |                  | 75e                 |                  |
| 1979 |                  |                     |                  |
| 1980 |                  |                     |                  |
| 1981 | 74e (1)          |                     |                  |
| 1982 | 61e              | opgave              |                  |
| 1983 | 74e              |                     |                  |
| 1984 | 84e              |                     |                  |
| 1985 | 66e (1)          |                     |                  |
| 1986 | 102e             |                     |                  |
| 1988 | 92e              |                     |                  |

| Jaar | Milaan-San Remo | Gent-Wevelgem | Parijs-Roubaix | Amstel Gold Race | Parijs-Tours |  | WK op de weg |  | Wereldranglijsten |
| ---- | --------------- | ------------- | -------------- | ---------------- | ------------ |  | ------------ |  | ----------------- |
| 1978 |                 |               |                |                  |              |  |              |  |                   |
| 1979 | 80e             |               |                |                  | 30e          |  |              |  |                   |
| 1980 |                 |               | 30e            | 62e              | 51e          |  |              |  |                   |
| 1981 |                 | 97e           |                | 40e              | 31e          |  | 51e          |  | 20e (SPP)         |
| 1982 | 75e             |               |                |                  |              |  |              |  |                   |
| 1983 |                 |               |                |                  |              |  |              |  | 21e (SPP)         |
| 1984 |                 | 97e           |                |                  | 40e          |  |              |  |                   |
| 1985 |                 |               |                |                  |              |  |              |  |                   |
| 1986 |                 |               |                |                  |              |  |              |  |                   |
| 1988 |                 |               |                |                  |              |  |              |  |                   |